# Ziying
Ziying (in lingua cinese 子嬰) (... – Xiangyang, gennaio 206 a.C.) è stato un imperatore cinese, terzo e ultimo della dinastia Qin in Cina.

## Biografia
Regnò, per 46 giorni, su un frammentato impero Qin, da metà ottobre ai primi di dicembre del 207 a.C. Viene citato, in alcune fonti, con il nome postumo di Imperatore Shang dei Qin' (秦殤帝), nonostante la dinastia Qin avesse abolito la pratica dei nomi postumi.
Non c'è consenso su quale sia stata realmente la relazione di Ziying con la famiglia reale dei Qin. È menzionato nei documenti storici come il figlio di Fusu, il figlio maggiore di Qin Shi Huang. Tuttavia, lo storico Wang Liqun ha suggerito che probabilmente era uno dei fratelli di Qin Shi Huang. Mentre Le memorie di uno storico non specifica l'età di Ziying, dice che aveva almeno due figli. Secondo l'analisi del professor Wang, l'età massima possibile di Qin Er Shi, quando Ziying assassinò Zhao Gao, era di 19 anni e pertanto, probabilmente avrebbero avuto un'età compresa tra 1 e 2 anni e quindi non era possibile consultarli. Sembra più probabile che Ziying fosse uno zio di Qin Er Shi Huangdi e quindi un fratello di Qin Shi Huang invece che figlio di Fusu. Alcuni storici, tra cui Li Kaiyuan e Ma Feibai, hanno ipotizzato che Ziying potrebbe essere stato figlio di Chengjiao, fratellastro più giovane di Qin Shi Huang.
Dopo la morte di Qin Er Shi Huangdi, Zhao Gao scelse Ziying come successore, e cambiò il titolo da "imperatore" a "re" poiché la dinastia Qin, a quel tempo, era debole e non governava più l'intera Cina, ma aveva la sovranità solo sul Guanzhong.
Ziying fu l'unico, all'interno della corte imperiale dei Qin, a difendere e cercare di persuadere Qin Er Shi Huangdi contro le esecuzioni illecite di Meng Tian e Meng Yi. Attirò Zhao Gao, il reggente che assassinò Qin Er Shi, in una trappola e lo uccise. In seguito Ziying si arrese a Liu Bang, il capo del primo gruppo di forze ribelli ad occupare Xianyang, la capitale dei Qin. Fu infine ucciso, insieme alla sua famiglia, da un altro capo ribelle, Xiang Yu.